# خلبان ابدی
خلبان ابدی با نام اصلیِ صفر ابدی (انگلیسی: The Eternal Zero) فیلمی در ژانر جنگی و درام به کارگردانی تاکاشی یامازاکی است که در سال ۲۰۱۳ منتشر شد.

## بازیگران
- هاروما میورا
- مائو اینوئه
- مین تاناکا
- جون فوبوکی
- کازوئه فوکی ایشی
- هیروتومی آرای
- تاتسویا اوئه دا